# Polichne juncea
Polichne juncea är en insektsart som först beskrevs av Walker, F. 1871.  Polichne juncea ingår i släktet Polichne och familjen vårtbitare. Inga underarter finns listade i Catalogue of Life.